# Petra Langrová
Petra Píchalová-Langrová (née le 27 juin 1970) est une joueuse de tennis tchécoslovaque puis tchèque, professionnelle de 1986 à 1998.
Elle a gagné six tournois WTA au cours de sa carrière, dont cinq en double.

## Palmarès

### Titre en simple dames
| No | Date       | Nom et lieu du tournoi | Catégorie | Dotation | Surface      | Finaliste        | Score    |          |
| -- | ---------- | ---------------------- | --------- | -------- | ------------ | ---------------- | -------- | -------- |
| 1  | 19-09-1988 | Clarins Open, Paris    | Tier V    | 50 000 $ | Terre (ext.) | Sandra Wasserman | 7-6, 6-2 | Parcours |

### Finale en simple dames
| No | Date       | Nom et lieu du tournoi           | Catégorie | Dotation  | Surface         | Vainqueure                | Score    |          |
| -- | ---------- | -------------------------------- | --------- | --------- | --------------- | ------------------------- | -------- | -------- |
| 1  | 11-02-1991 | Austrian Tennis Grand Prix, Linz | Tier V    | 100 000 $ | Moquette (int.) | Manuela Maleeva-Fragnière | 6-4, 7-6 | Parcours |

### Titres en double dames
| No | Date       | Nom et lieu du tournoi                  | Catégorie | Dotation  | Surface         | Partenaire      | Finalistes                          | Score         |          |
| -- | ---------- | --------------------------------------- | --------- | --------- | --------------- | --------------- | ----------------------------------- | ------------- | -------- |
| 1  | 10-09-1990 | Austrian Open Kitzbühel                 | Tier IV   | 100 000 $ | Terre (ext.)    | Radka Zrubáková | Sandra Cecchini Patricia Tarabini   | 6-0, 6-4      | Parcours |
| 2  | 08-07-1991 | Torneo Internazionale Palerme           | Tier IV   | 75 000 $  | Terre (ext.)    | Mary Pierce     | Laura Garrone Mercedes Paz          | 6-3, 6-7, 6-3 | Parcours |
| 3  | 16-09-1991 | Clarins Open Paris                      | Tier IV   | 150 000 $ | Terre (ext.)    | Radka Zrubáková | Alexia Dechaume Julie Halard        | 6-4, 6-4      | Parcours |
| 4  | 28-09-1992 | Open Whirlpool-Ville de Bayonne Bayonne | Tier IV   | 150 000 $ | Moquette (int.) | Linda Ferrando  | Claudia Kohde-Kilsch Stephanie Rehe | 1-6, 6-3, 6-4 | Parcours |
| 5  | 10-07-1995 | Torneo Internazionale Palerme           | Tier IV   | 107 500 $ | Terre (ext.)    | Radka Bobková   | Petra Schwarz Katarína Studeníková  | 6-4, 6-1      | Parcours |

### Finales en double dames
| No | Date       | Nom et lieu du tournoi          | Catégorie | Dotation  | Surface         | Vainqueures                               | Partenaire             | Score         |          |
| -- | ---------- | ------------------------------- | --------- | --------- | --------------- | ----------------------------------------- | ---------------------- | ------------- | -------- |
| 1  | 11-02-1991 | Austrian Tennis Grand Prix Linz | Tier V    | 100 000 $ | Moquette (int.) | Manuela Maleeva-Fragnière Raffaella Reggi | Radka Zrubáková        | 6-4, 1-6, 6-3 | Parcours |
| 2  | 20-04-1992 | Women’s Open Kuala Lumpur       | Tier IV   | 100 000 $ | Dur (int.)      | Isabelle Demongeot Natalia Medvedeva      | Rika Hiraki            | 2-6, 6-4, 6-1 | Parcours |
| 3  | 04-05-1992 | Belgian Open Waregem            | Tier V    | 100 000 $ | Terre (ext.)    | Manon Bollegraf Caroline Vis              | Elena Bryukhovets      | 6-4, 6-3      | Parcours |
| 4  | 06-07-1992 | Torneo Internazionale Palerme   | Tier IV   | 100 000 $ | Terre (ext.)    | Halle Cioffi Maria Jose Gaidano           | Ana-Maria Segura-Perez | 6-3, 4-6, 6-3 | Parcours |
| 5  | 26-04-1993 | Ilva Trophy Tarente             | Tier IV   | 100 000 $ | Terre (ext.)    | Debbie Graham Brenda Schultz              | Mercedes Paz           | 6-0, 6-4      | Parcours |

## Parcours en Grand Chelem

### En simple dames
| Année | Open d'Australie | Open d'Australie  | Internationaux de France | Internationaux de France | Wimbledon       | Wimbledon       | US Open         | US Open           |
| ----- | ---------------- | ----------------- | ------------------------ | ------------------------ | --------------- | --------------- | --------------- | ----------------- |
| 1989  | 2e tour (1/32)   | Andrea Farley     | 1er tour (1/64)          | Akiko Kijimuta           | 1er tour (1/64) | Raffaella Reggi | 1er tour (1/64) | Helena Suková     |
| 1990  | 1er tour (1/64)  | Sandra Wasserman  | 1er tour (1/64)          | Donna Faber              | 1er tour (1/64) | Jo-Anne Faull   | 1er tour (1/64) | Rosalyn Fairbank  |
| 1991  | 1er tour (1/64)  | Karin Kschwendt   | 2e tour (1/32)           | Steffi Graf              | 1er tour (1/64) | Lori McNeil     | 1er tour (1/64) | Anne Smith        |
| 1992  | -                | -                 | 1er tour (1/64)          | Mary Joe Fernández       | -               | -               | -               | -                 |
| 1993  | 2e tour (1/32)   | Magdalena Maleeva | 1er tour (1/64)          | Petra Ritter             | 1er tour (1/64) | Helen Kelesi    | -               | -                 |
| 1994  | 1er tour (1/64)  | Wiltrud Probst    | 2e tour (1/32)           | Ann Grossman             | 2e tour (1/32)  | Florencia Labat | 1er tour (1/64) | Julie Halard      |
| 1995  | 1er tour (1/64)  | Beate Reinstadler | -                        | -                        | -               | -               | -               | -                 |
| 1996  | -                | -                 | 3e tour (1/16)           | Steffi Graf              | -               | -               | 3e tour (1/16)  | Judith Wiesner    |
| 1997  | 1er tour (1/64)  | Åsa Svensson      | 1er tour (1/64)          | Katarína Studeníková     | 1er tour (1/64) | Nicole Arendt   | 1er tour (1/64) | Elena Likhovtseva |

À droite du résultat, l’ultime adversaire.

### En double dames
| Année | Open d'Australie              | Open d'Australie           | Internationaux de France      | Internationaux de France   | Wimbledon                     | Wimbledon                  | US Open                       | US Open                     |
| ----- | ----------------------------- | -------------------------- | ----------------------------- | -------------------------- | ----------------------------- | -------------------------- | ----------------------------- | --------------------------- |
| 1989  | 1er tour (1/32) Eva Krapl     | Louise Allen Gretchen Rush | 1er tour (1/32) W. Probst     | Jo Durie MJ Fernández      | -                             | -                          | 1er tour (1/32) Pospíšilová   | Laura Garrone Laura Golarsa |
| 1990  | 1er tour (1/32) E. Švíglerová | L. Neiland N. Zvereva      | 1er tour (1/32) R. Zrubáková  | N. Tauziat J. Wiesner      | 2e tour (1/16) Pospíšilová    | Hetherington Robin White   | 1er tour (1/32) Pospíšilová   | N. Medvedeva Leila Meskhi   |
| 1991  | 1er tour (1/32) Pospíšilová   | G. Fernández Jana Novotná  | 2e tour (1/16) R. Zrubáková   | Kohde-Kilsch Leila Meskhi  | 1er tour (1/32) R. Zrubáková  | G. Fernández Jana Novotná  | 1er tour (1/32) R. Zrubáková  | K. Godridge K. Radford      |
| 1992  | -                             | -                          | 2e tour (1/16) R. Zrubáková   | Sandy Collins Elna Reinach | 1er tour (1/32) R. Zrubáková  | Ei Iida M. Lindström       | 1er tour (1/32) R. Zrubáková  | Navrátilová Pam Shriver     |
| 1993  | 1er tour (1/32) K. Kschwendt  | Beverly Bowes Whittington  | 2e tour (1/16) L. Ferrando    | C. Barclay K. Guse         | 1er tour (1/32) Radka Bobková | M. Maleeva                 | 2e tour (1/16) Radka Bobková  | Patty Fendick M. McGrath    |
| 1994  | 1er tour (1/32) Radka Bobková | Patty Fendick M. McGrath   | 1er tour (1/32) Radka Bobková | G. Sabatini B. Schultz     | 2e tour (1/16) Bryukhovets    | I. Driehuis Maja Murić     | 1er tour (1/32) Radka Bobková | Elly Hakami D. Scott        |
| 1995  | 1er tour (1/32) Radka Bobková | L. Courtois Nancy Feber    | -                             | -                          | 1er tour (1/32) H. Vildová    | M. Lindström M. Strandlund | 1er tour (1/32) N. van Lottum | E. Makarova E. Maniokova    |
| 1996  | 1er tour (1/32) Radka Bobková | Irina Spîrlea Linda Wild   | 2e tour (1/16) R. Zrubáková   | Nicole Arendt M. Bollegraf | 1er tour (1/32) H. Vildová    | G. Fernández N. Zvereva    | 1er tour (1/32) R. Zrubáková  | N. Kijimuta F. Labat        |
| 1997  | 2e tour (1/16) L. Němečková   | L. Davenport Lisa Raymond  | 1er tour (1/32) L. Němečková  | Mercedes Paz Rene Simpson  | 1er tour (1/32) R. Zrubáková  | S. Siddall A. Wainwright   | 1er tour (1/32) R. Zrubáková  | M. de Swardt Debbie Graham  |
| 1998  | 1er tour (1/32) Radka Bobková | Kim Eun-ha C. Schneider    | 1er tour (1/32) F. Perfetti   | Yayuk Basuki Caroline Vis  | -                             | -                          | -                             | -                           |

Sous le résultat, la partenaire ; à droite, l’ultime équipe adverse.

### En double mixte
| Année | Open d'Australie | Open d'Australie | Internationaux de France     | Internationaux de France | Wimbledon                  | Wimbledon                  | US Open | US Open |
| ----- | ---------------- | ---------------- | ---------------------------- | ------------------------ | -------------------------- | -------------------------- | ------- | ------- |
| 1990  | -                | -                | 1er tour (1/32) Tomáš Anzari | S. Stafford Tim Wilkison | -                          | -                          | -       | -       |
| 1992  | -                | -                | 2e tour (1/16) Libor Pimek   | M. Bollegraf Tom Nijssen | 2e tour (1/16) Libor Pimek | Nicole Provis M. Woodforde | -       | -       |

Sous le résultat, le partenaire ; à droite, l’ultime équipe adverse.

## Parcours en Coupe de la Fédération
| #                                                                          | Date       | Lieu      | Surface         | Gagnante(s)                  | Perdante(s)                      | Score    |          |
|                                                                            |            |           |                 |                              |                                  |          |          |
| 1994 - 1er tour (groupe mondial) - République tchèque - États-Unis - 0 : 3 |            |           |                 |                              |                                  |          |          |
| 1                                                                          | 19/07/1994 | Francfort | Terre (ext.)    | Mary Joe Fernández           | Petra Langrová                   | 6-2, 6-4 | Parcours |
|                                                                            |            |           |                 |                              |                                  |          |          |
| 1995 - Barrage (groupe mondial II) - République tchèque - Suède - 4 : 1    |            |           |                 |                              |                                  |          |          |
| 2                                                                          | 22/07/1995 | Prague    | Moquette (int.) | Åsa Svensson                 | Petra Langrová                   | 6-4, 6-3 | Parcours |
| 2                                                                          | 22/07/1995 | Prague    | Moquette (int.) | Petra Langrová               | Maria Strandlund                 | 6-2, 6-2 | Parcours |
| 2                                                                          | 22/07/1995 | Prague    | Moquette (int.) | Petra Langrová Helena Suková | Annica Lindstedt Maria Lindström | 6-4, 6-1 | Parcours |

## Classements WTA en fin de saison

### En simple
| Année | 1987 | 1988 | 1989 | 1990 | 1991 | 1992 | 1993 | 1994 | 1995 | 1996 | 1997 | 1998 |
| Rang  | 469  | 99   | 78   | 80   | 85   | 132  | 118  | 95   | 136  | 66   | 135  | 223  |

Source : (en) « Classements de Petra Langrová », sur le site officiel du WTA Tour

### En double
| Année | 1987 | 1988 | 1989 | 1990 | 1991 | 1992 | 1993 | 1994 | 1995 | 1996 | 1997 | 1998 |
| Rang  | 195  | 139  | 149  | 79   | 53   | 45   | 89   | 110  | 91   | 107  | 105  | 123  |

Source : (en) « Classements de Petra Langrová », sur le site officiel du WTA Tour